# Carabe à reflet cuivré
Carabus auronitens
Espèce
Le carabe à reflet cuivré ou carabe à reflets d'or (Carabus auronitens) est une espèce d'insectes coléoptères de la famille des Carabidae. Les classifications récentes considèrent le taxon Chrysocarabus comme un sous-genre du genre Carabus : Carabus (Chrysocarabus) auronitens désigne donc cette espèce.
Carabus auronitens se distingue de l'espèce Carabus auratus (le carabe doré ou jardinière), assez proche, par ses reflets cuivrés sur la tête et le thorax, et le fait que seul le premier article des antennes est roux (contre quatre chez C. aureus).

## Habitat
Ce carabe est un habitué des milieux forestiers ; généralement nocturne, on peut cependant le voir courir le soir sur les chemins forestiers (layons) ; contrairement au carabe doré, il est moins répandu dans des milieux ouverts (prairies, jardins...).

## Sous-espèces
Le carabe doré à reflet cuivré (Chrysocarabus auronitens ssp cupreonitens), endémique de la Forêt de Cerisy.

## Références

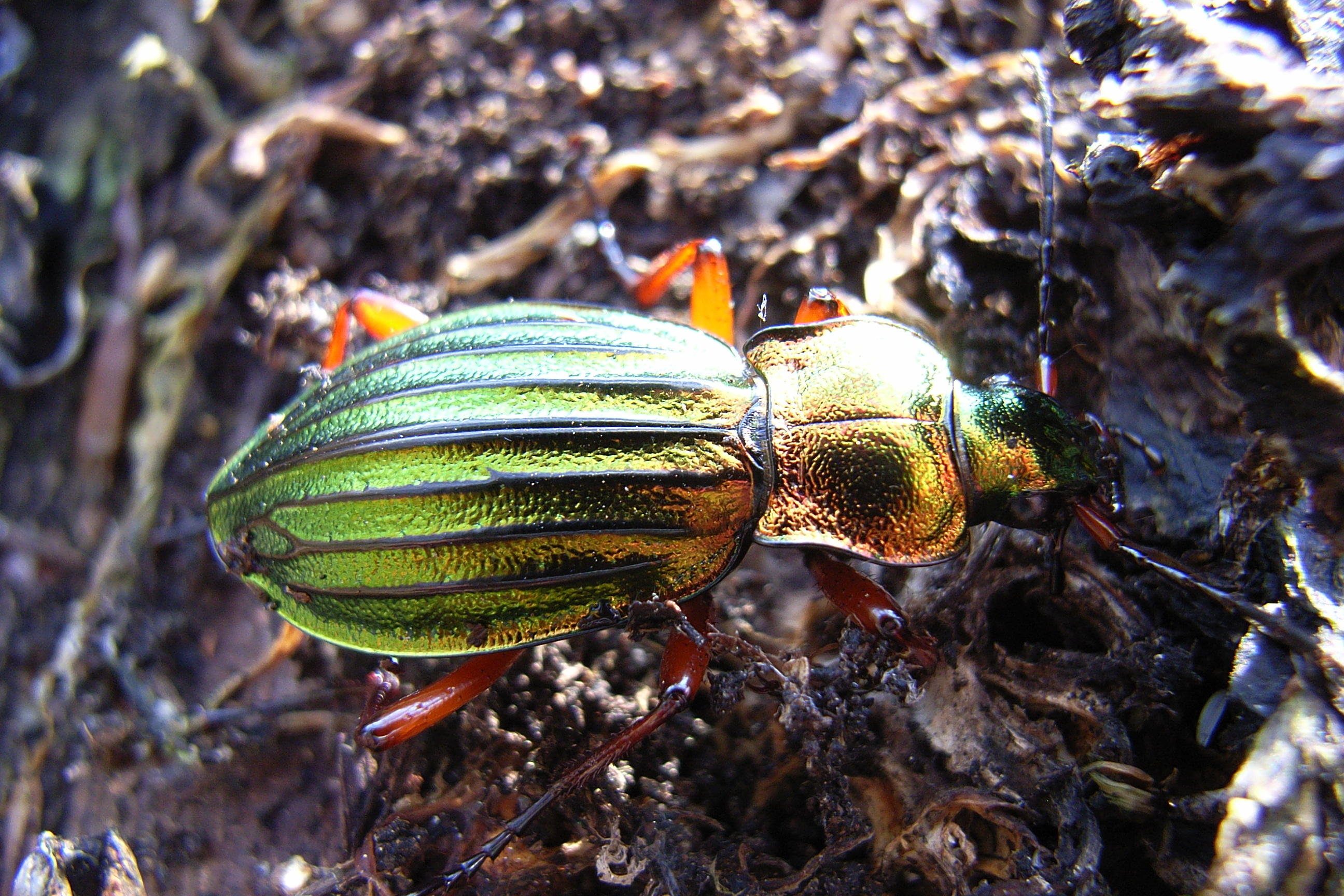
C. auronitens

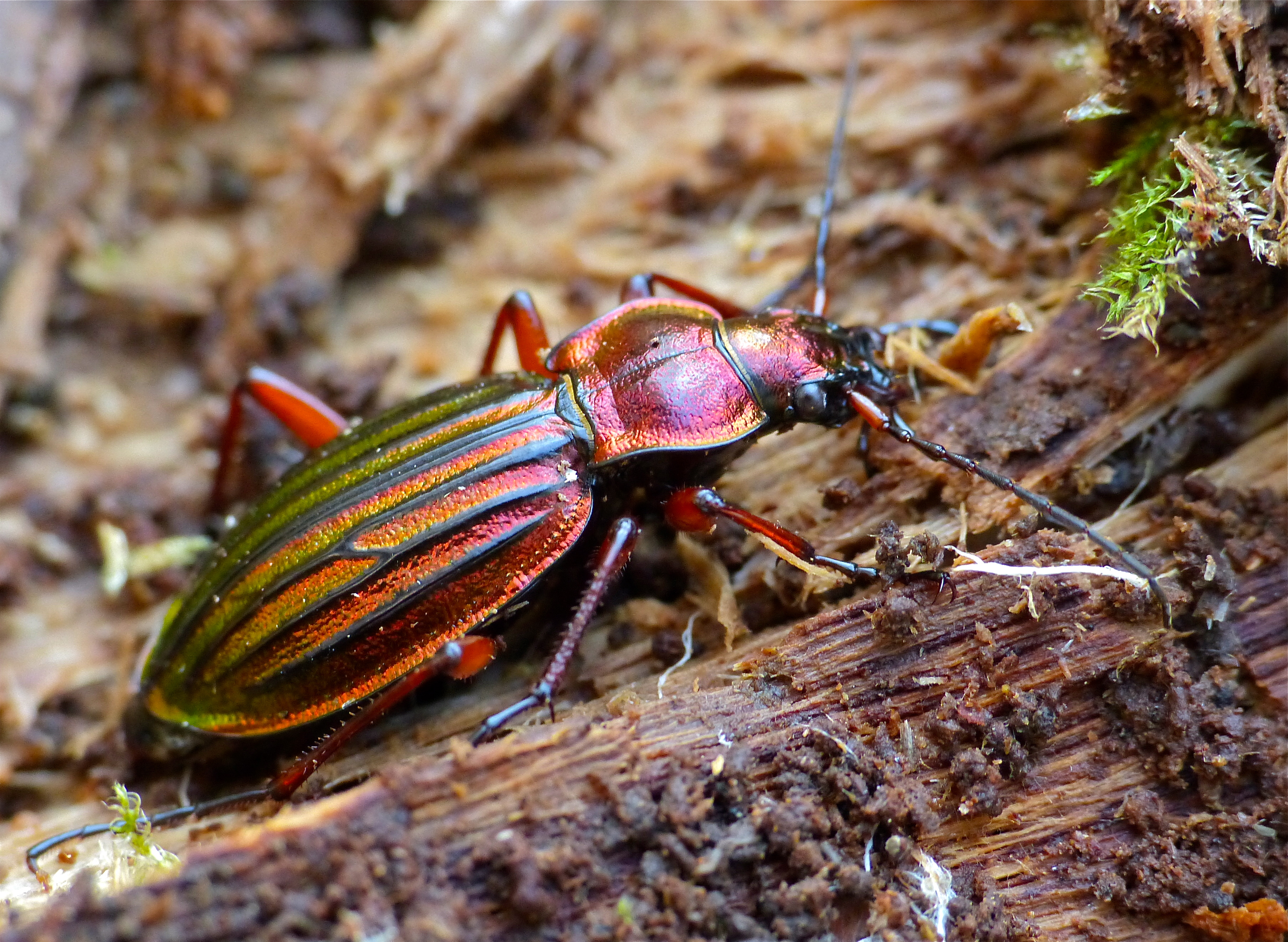
C. auronitens auronitens
(Forêt d'Écouves, Orne, France)